# کلیسای شفاعت تئوتوکوس بر رود نرل

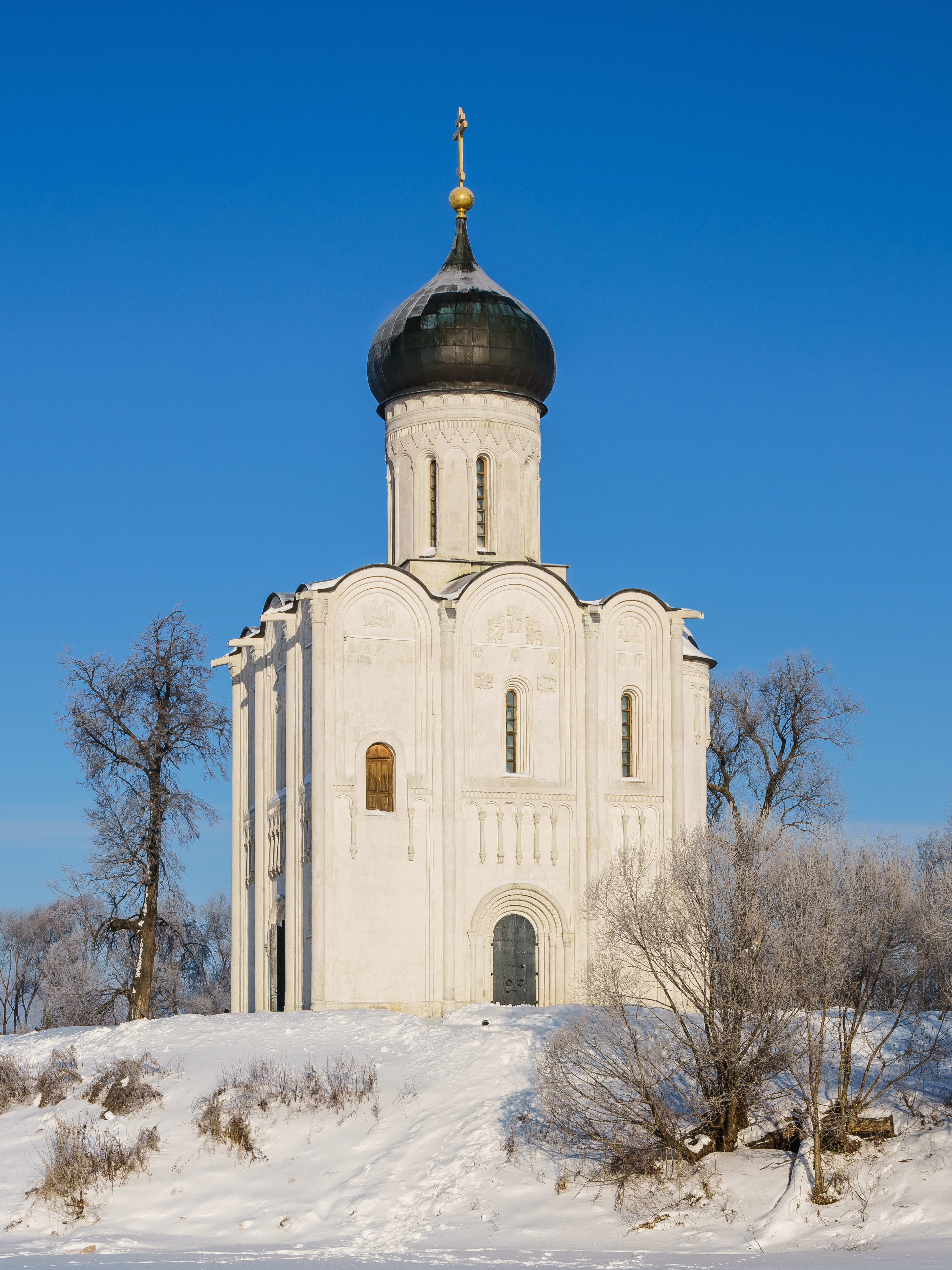
نگاره‌ای از کلیسای شفاعت تئوتوکوس بر رود نرل در فصل زمستان.

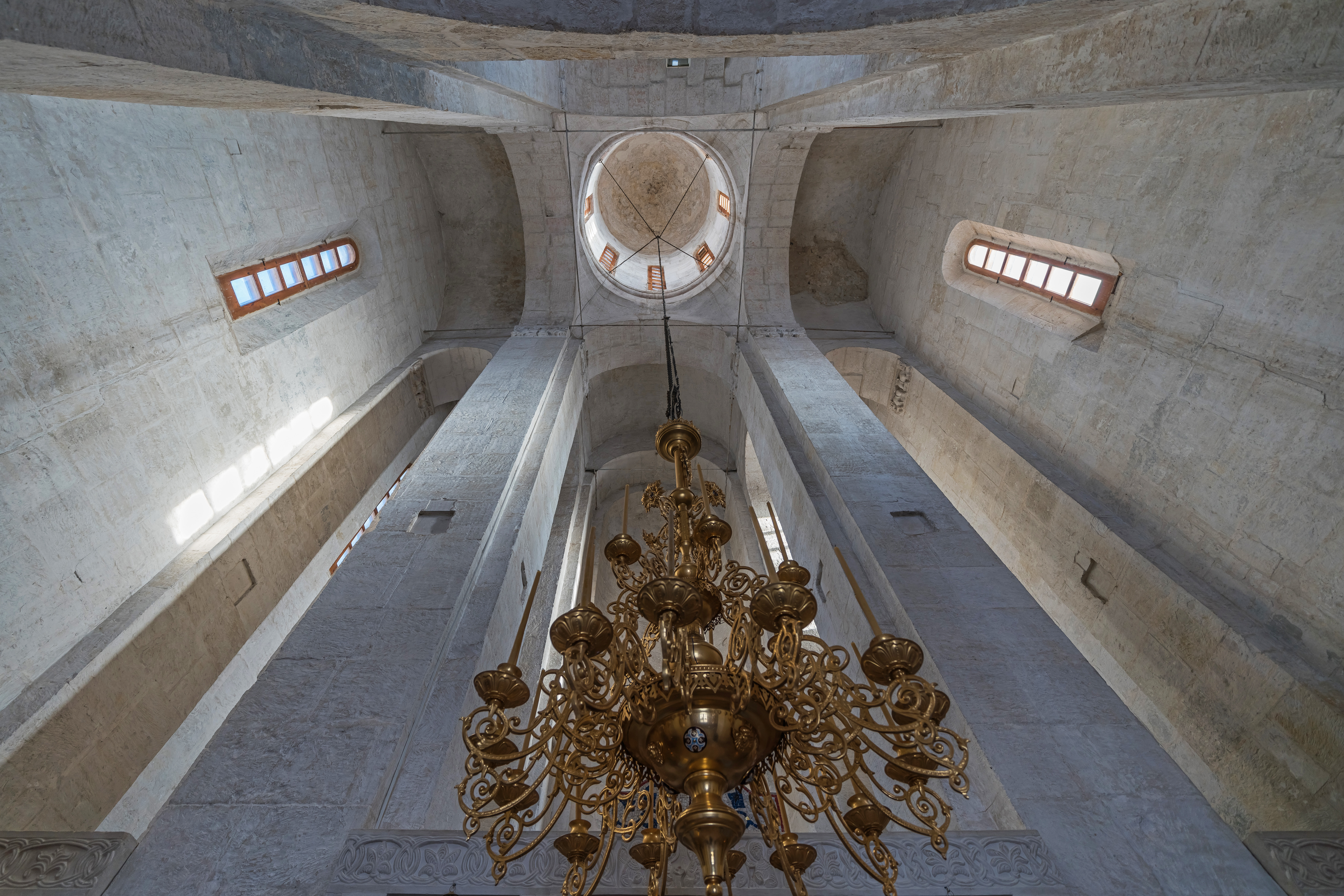
نگاره‌ای از معماری داخلی کلیسا.

کلیسای شفاعت تئوتوکوس بر رود نِرل، (به روسی: Церковь Покрова на Нерли)، نام یک کلیسای ارتدکس و سمبلی از امپراتوری روسیه در دوران قرون وسطی است. این کلیسا در محل تلاقی رودخانه‌های نِرل و کلیازما در منطقه سوسدالسکی (en)، استان ولادیمیر و در ۱۳ کیلومتری شمالِ‌شرقی شهر باستانی ولادیمیر واقع شده‌است.
کلیسا توسط آندری بوگولیوبسکی (en) تأسیس شد. و به نام تئوتوکوس، مزین شد. تاریخ دقیق ساخت کلیسا مشخص نیست.
در سال ۱۹۹۲ میلادی، این کلیسا به عنوان بخشی از سایت بناهای سفید ولادمیر و سوزدال به فهرست میراث جهانی یونسکو اضافه شد.